# Notebooksbilliger.de Team
Das notebooksbilliger.de Team war ein deutsches UCI MTB Team.
Zum vom Online-Versandhändler für Notebooks Notebooksbilliger.de gesponserten Team gehörten die fünf Cross-Country-Mountainbiker und -bikerinnen Elisabeth Brandau (Teamchefin), Daniel Federspiel, Silke Schmidt, Tobias Reiser und Christopher Platt.
Ziel des Teams war es, dass die Einzelfahrer Elisabeth Brandau und Daniel Federspiel die Qualifikation für die Olympischen Spiele in London 2012 erreichen. Dies gelang nicht. Die Mountainbikes für das Profiteam hatte die belgische Firma Ridley gesponsert.
Nach dem Rückzug des Namensponsors wurde das Team zur Jahreswende 2012/13 aufgelöst.

## Mannschaft
| Name              | Geburtstag        | Nationalität |
| ----------------- | ----------------- | ------------ |
| Elisabeth Brandau | 16. Dezember 1985 | Deutschland  |
| Daniel Federspiel | 21. April 1987    | Österreich   |
| Silke Schmidt     | 19. Dezember 1987 | Deutschland  |
| Tobias Reiser     | 24. November 1990 | Deutschland  |
| Christopher Platt | 25. April 1993    | Deutschland  |

## Erfolge 2012
| Rennen                                         | Teamwertung | Fahrerwertung                                                                                   |
| ---------------------------------------------- | ----------- | ----------------------------------------------------------------------------------------------- |
| Cape Epic                                      | 4.          |                                                                                                 |
| UCI World Cup #2 – Houffalize                  |             | 2. – Daniel Federspiel                                                                          |
| Bundesliga – Münsingen                         |             | 4. – Elisabeth Brandau 6. – Silke Schmidt                                                       |
| Bundesliga – Heubach                           |             | 4. – Silke Schmidt                                                                              |
| Deutsche Meisterschaften – MTB-Marathon        |             | 1. – Elisabeth Brandau 2. – Silke Schmidt                                                       |
| UCI World Cup #4 – La Bresse                   |             | 7. – Daniel Federspiel                                                                          |
| Deutsche Meisterschaften – MTB-Sprint          |             | 1. – Elisabeth Brandau                                                                          |
| Europäische Meisterschaften – MTB-Marathon     |             | 3. – Silke Schmidt                                                                              |
| Deutsche Meisterschaften – MTB-Cross Country   |             | 3. – Silke Schmidt 6. – Elisabeth Brandau 7. – Christopher Platt (U23) 8. – Tobias Reiser (U23) |
| Österreichische Meisterschaften – MTB-Marathon |             | 7. – Daniel Federspiel                                                                          |
| Bundesliga – Saalhausen                        |             | 3. – Elisabeth Brandau 4. – Silke Schmidt 10. – Christopher Platt (U23)                         |
| Bundesliga – Albstadt                          |             | 7. – Silke Schmidt 9. – Elisabeth Brandau                                                       |
| Weltmeisterschaften – MTB-Sprint               |             | 3. – Daniel Federspiel                                                                          |
| Bundesliga – Bad Salzdetfurth                  |             | 5. – Silke Schmidt                                                                              |
| Weltmeisterschaften – MTB-Cross Marathon       |             | 6. – Elisabeth Brandau                                                                          |